# Rasmus Elm
Rasmus Elm  (Kalmar, 17 de março de 1988)  é um futebolista sueco que joga como médio.

## Carreira
Defendu as cores do CSKA Moskva, Moscovo.

## Seleção
Está na seleção sueca desde 2009.

## Títulos
; CSKA Moscou
- Campeonato Russo: 2012-13, 2013-14, 2015-16
- Copa da Russia: 2012-2013
- Supercopa da Rússia: 2013, 2014, 2018